# Together Forever
A Together Forever című dal Rick Astley 1988-ban megjelent kislemeze, mely a Billboard Hot 100-as lista 1. helyezését érte el. Ez volt Astley második, és egyben utolsó slágere, mely amerikai listára került. Nagy-Britanniában 2. helyen végzett, és nem sikerült elérnie az 1. helyezést, melyen Kylie Minogue I Should Be So Lucky című debütáló kislemeze állt. Természetesen a két dal nagyon hasonlít egymásra, már csak abból is adódóan, hogy azonos producerek írták, és hangszerelték a dalt.

## Feldolgozások
- Egy alternatív női pop duó a The Softies énekelte a dalt 1996-ban
- 1999-ben Cydney D énekelte a dalt
- Lena Park koreai énekes saját nyelvén adta elő a dalt 2001-ben.
- Remix verzió készült 2003-ban DJ Lhasa jóvoltából
- 2006-ban egy dance remix készült egy Filipino popénekes és Jolina Magdangal színésznővel közösen. Ez a dal volt a Love Struck című dal egyik betétdala is.
- 2007-ben José Galisteo spanyol énekes vette fel a dalt, és jelent meg angol nyelvű lemezén "Remember"

## Számlista
7" single
1. "Together Forever" (Lover's Leap Remix) – 3:20
2. "I'll Never Set You Free" – 3:30

12" maxi
1. "Together Forever" (Lover's Leap Extended Remix) – 7:00
2. "I'll Never Set You Free" – 3:30

12" maxi – "Together Forever / Megamix"
1. "Together Forever" (Super Dub Mix)
2. "Don't Say Goodbye"
3. "Never Gonna Give You Up"
4. "Whenever You Need Somebody"
5. "Together Forever"

## Slágerlista
| Slágerlista (1988)                       | Helyezés pozíció |
| ---------------------------------------- | ---------------- |
| Osztrák kislemezlista                    | 10               |
| Kanadai kislemezlista                    | 1                |
| Holland Top 40                           | 12               |
| Francia SNEP kislemezlista               | 18               |
| Német kislemezlista                      | 5                |
| Ír IRMA kislemezlista                    | 1                |
| Spanyol kislemezlista                    | 1                |
| Svájci kislemezlista                     | 14               |
| Angol kislemezlista                      | 2                |
| U.S. Billboard Hot 100                   | 1                |
| U.S. Billboard Adult Contemporary Tracks | 2                |
| U.S. Billboard Hot Dance Club Songs      | 1                |

## Év végi összesítések
| Év végi slágerlista (1988) | Pozíció |
| -------------------------- | ------- |
| Angol kislemezlista        | 48      |
| US Billboard Hot 100       | 44      |
| Német kislemezlista        | 42      |